# Nahira
Nahira ist ein deutsches Stummfilmdrama aus dem Jahr 1915. Unter der Regie von Max Mack spielte Tilla Durieux die Titelrolle.

## Handlung
Der Film erzählt von einer leidenschaftlichen Liebe, die in krankhafte und verbrecherische Besessenheit ausartet: Ein wohlhabender Europäer lernt auf einer Reise in den Nahen Osten die rassige Orientalin Nahira kennen. Fasziniert von ihrer Exotik, beginnt der Mann Interesse an der Frau zu entwickeln. Für Nahira bedeutet dieser Mann die Erfüllung all ihrer Sehnsüchte und Wünsche. Doch ebenso schnell wie sein Feuer für die arabische Schönheit entflammte, erlischt es auch wieder. Zurück in Europa, verblasst die Erinnerung an Nahira rasch, und er wendet sich einer jungen Frau seines Lebenskreises zu, die er schließlich auch heiratet. Nahira hingegen will diesen Mann nicht aufgeben und reist ihm in seine Heimat nach. Sie fordert von ihm das einzulösen, was er damals mit seinem Werben um ihre Gefühle versprochen hatte. Doch der Mann stößt sie zurück, was Nahira bald auf Rache sinnen lässt. 
Um ihren geliebten Europäer ganz für sich allein zu haben, muss unbedingt die Nebenbuhlerin, die bereits dessen Ehefrau ist, verschwinden. Sie lockt den Mann aus seinem Haus und zündet die private Sternwarte – Astronomie ist sein Hobby – in dem Moment an, in dem sich die Ehefrau dort aufhält. Doch ehe die Konkurrentin einen grässlichen Flammentod erleiden muss, ist ihr Ehemann zurückgekehrt und rettet sie aus der brennenden Hölle. Nahira lässt jedoch nicht locker in ihrem Bemühen, der Gattin des geliebten Mannes das Lebenslicht auszupusten. Sie führt die Frau in ein geheimnisvolles Gewölbe des Hauses, wo mit einer speziellen Saugpumpe ein starkes Vakuum erzeugt werden kann. Auch dieses Attentat misslingt, hat aber Nachwirkungen auf die Gesundheit der nunmehr kränkelnden Gattin. Als auch der letzte Anschlagsversuch mittels eines Giftbechers misslingt, trinkt Nahira aus Verzweiflung selbst aus dem Schierlingsbecher und beendet damit ihr Leben.

## Produktionsnotizen
Nahira, auch bekannt unter dem Zweittitel Die Hand am Vorhang, entstand im September 1915 im Union-Atelier in Berlin-Tempelhof, passierte die Zensur im Dezember 1915 und erlebte seine deutsche Erstaufführung am Silvestertag desselben Jahres. Der Film war drei Akte lang.
Die Filmbauten schuf Ludwig Kainer; es war dies eine seiner ersten Arbeiten für das Kino. Für die kaum filmerfahrene Durieux, die sich jedoch bereits einen guten Namen als Theaterinterpretin gemacht hatte, war dies eine ihrer ganz wenigen Kinohauptrollen.

## Kritik
„Ein Sensationsschauspiel, das sich nach jeder Richtung hin in neuen Bahnen bewegt und durch die eigenartige Entwicklung der Handlung, durch eine künstlerisch tiefgehende Darstellung und auch durch eine originelle Inszenierung den Fachmann ganz besonders interessieren muß, bildet der Dreiakter „Nahira“. (…) Insbesonders ist es die Darstellerin der Nahira, die Berliner Hofschauspielerin Durieux, die mit wahrer Meisterschaft die verliebte und eifersüchtige Orientalin zu verkörpern versteht. (…) Jede Bewegung der Künstlerin ist hier Rhythmus und aus jeder Bewegung des schlangenhaften Leibes strömt sinnliche Leidenschaft, die nicht verzichten will. Auch die Ausstattung des Films ist stimmungsvoll und dem Geiste der ganzen Handlung angepaßt. Geradezu unheimlich wirken die in dem alten Trakt des Hauses untergebrachten Wunderräume, zu denen auch das erwähnte luftlose Gewölbe zu zählen ist. Eine prächtige Szene bildet der Brand der Sternwarte.“